# 에로틱 걸
"에로틱 걸"은 한국에서 제작된 우태영 감독의 1995년 영화이다. 박소아 등이 주연으로 출연하였다.

## 출연

### 주연
- 박소아
- 김상엽